# Paragrilus burkei
Paragrilus burkei är en skalbaggsart som beskrevs av Henry A. Hespenheide 2002. Paragrilus burkei ingår i släktet Paragrilus och familjen praktbaggar. Inga underarter finns listade i Catalogue of Life.